# 신월초등학교
신월초등학교(新月初等學校)는 대한민국 경기도 용인시 수지구에 있는 공립 초등학교이다.

## 학교 연혁
- 2000년 1월 8일 신월초등학교 설립 인가
- 2000년 5월 20일 초대 신춘희 교장 부임
- 2000년 8월 23일 18학급 개교
- 2001년 2월 19일 제1회 졸업(49명)
- 2002년 2월 19일 제2회 졸업(111명)
- 2002년 3월 1일 35학급 편성
- 2002년 3월 5일 병설유치원 개원
- 2003년 3월 1일 38학급 편성
- 2004년 2월 13일 제4회 졸업(160명)
- 2004년 3월 1일 41학급 편성
- 2005년 2월 13일 제5회 졸업(199명)
- 2005년 3월 1일 38학급 편성
- 2006년 2월 17일 제6회 졸업(223명)
- 2006년 3월 1일 37학급 편성
- 2006년 8월 25일 초대 신춘희 교장 퇴임
- 2006년 9월 1일 제2대 장기열 교장 부임
- 2007년 9월 1일 경기도교육청 지정 온라인 평가 연구학교 운영(1년6개월)
- 2008년 2월 14일 제8회 졸업식(216명)
- 2008년 3월 1일 37학급 편성
- 2009년 2월 19일 제9회 졸업(226명)
- 2009년 3월 1일 35학급 편성
- 2009년 3월 1일 교육과학부지정 교원능력개발평가 선도학교 운영 (1년)
- 2010년 2월 19일 제10회 졸업(190명)
- 2010년 3월 1일 36학급 편성
- 2010년 9월 1일 제3대 류경만 교장 취임
- 2011년 2월 17일 제11회 졸업(152명)
- 2011년 3월 1일 33학급 편성
- 2012년 2월 16일 제12회 졸업
- 2012년 3월 1일 초등 33학급 편성(유치원 2학급)
- 2013년 2월 15일 제13회 졸업
- 2013년 3월 1일 초등 29학급 편성(유치원 2학급)
- 2013년 3월 9일 초등 30학급 편성(유치원 2학급)
- 2014년 2월 14일 제14회 졸업
- 2014년 3월 3일 초등 31학급 편성(유치원 2학급)
- 2014년 8월 31일 제3대 류경만 교장 퇴임
- 2014년 9월 1일 제4대 김화순 교장 취임
- 2015년 2월 13일 제15회 졸업(150명)
- 2015년 3월 1일 초등 29학급 편성(유치원 2학급)